# Attersee-Mondsee-Becken

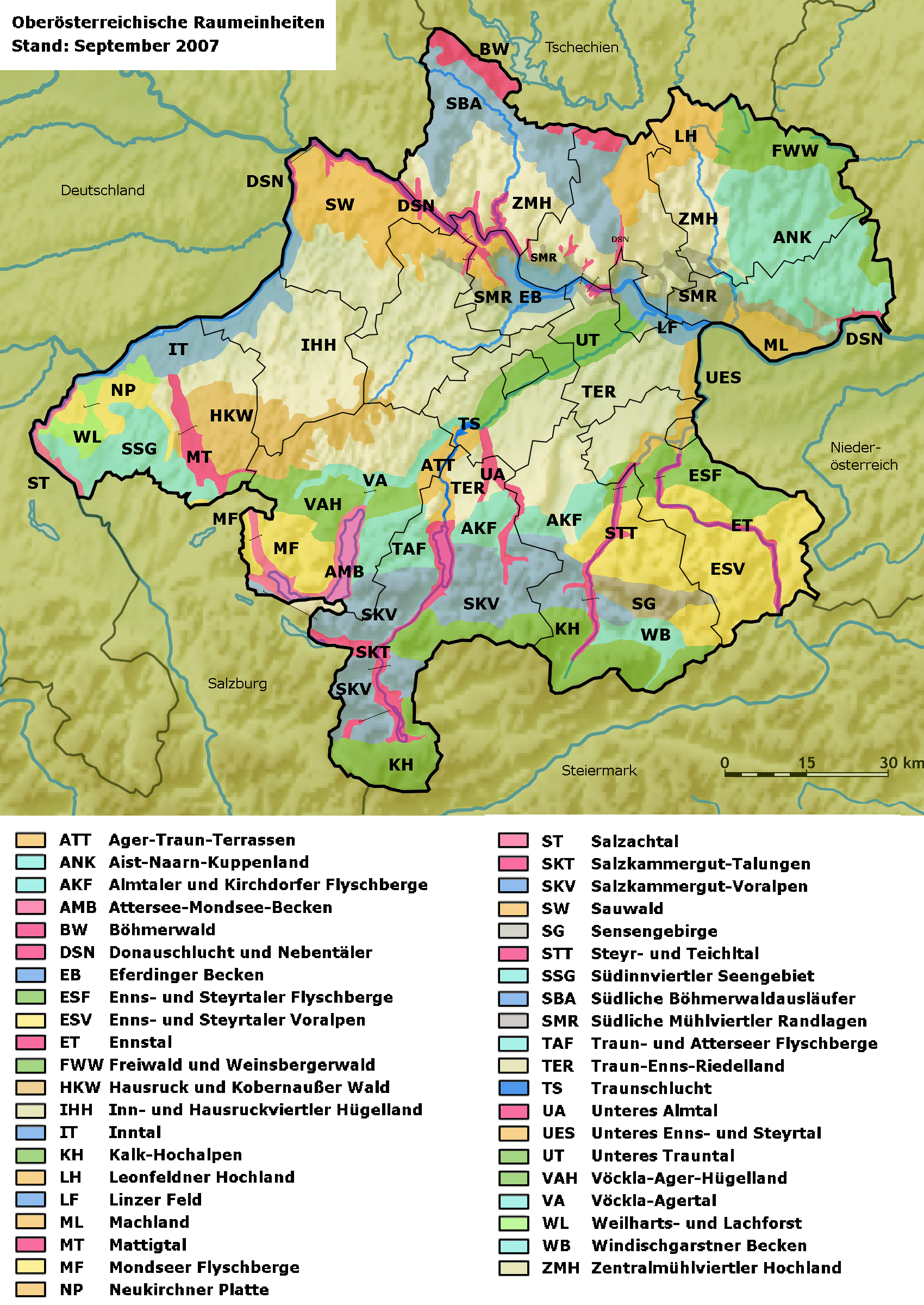
Alle OÖ Raumeinheiten

Das Attersee-Mondsee-Becken ist eine von 41 Oberösterreichischen Raumeinheiten und liegt im Salzkammergut.

## Lage
Die Raumeinheit umfasst zwei Untereinheiten, einerseits die Wasserflächen der großen Seen und andererseits die Landschaft mit den touristisch geprägten Seerandbereichen.
Die Größe des Attersee-Mondsee-Beckens beträgt in Summe 111,93 km². Der tiefste Bereich ist bei rund 469 m ü. A. der Attersee. Die höchste Erhebung des Gebiets sind land- und forstwirtschaftliche Flächen auf rund 570 m ü. A.
Folgende Gemeindegebiete liegen zu einem markanten Teil im Attersee-Mondsee-Becken (beginnend im Westen): Attersee, Nußdorf am Attersee, Unterach, Weyregg, Steinbach, Mondsee, St. Lorenz und Tiefgraben.
Die Raumeinheit ist von folgenden OÖ Raumeinheiten umgeben (Im Uhrzeigersinn, beginnend im Norden): Vöckla-Ager-Hügelland, Traun- und Atterseer Flyschberge, Salzkammergut-Voralpen und die Mondseer Flyschberge.

## Charakteristik

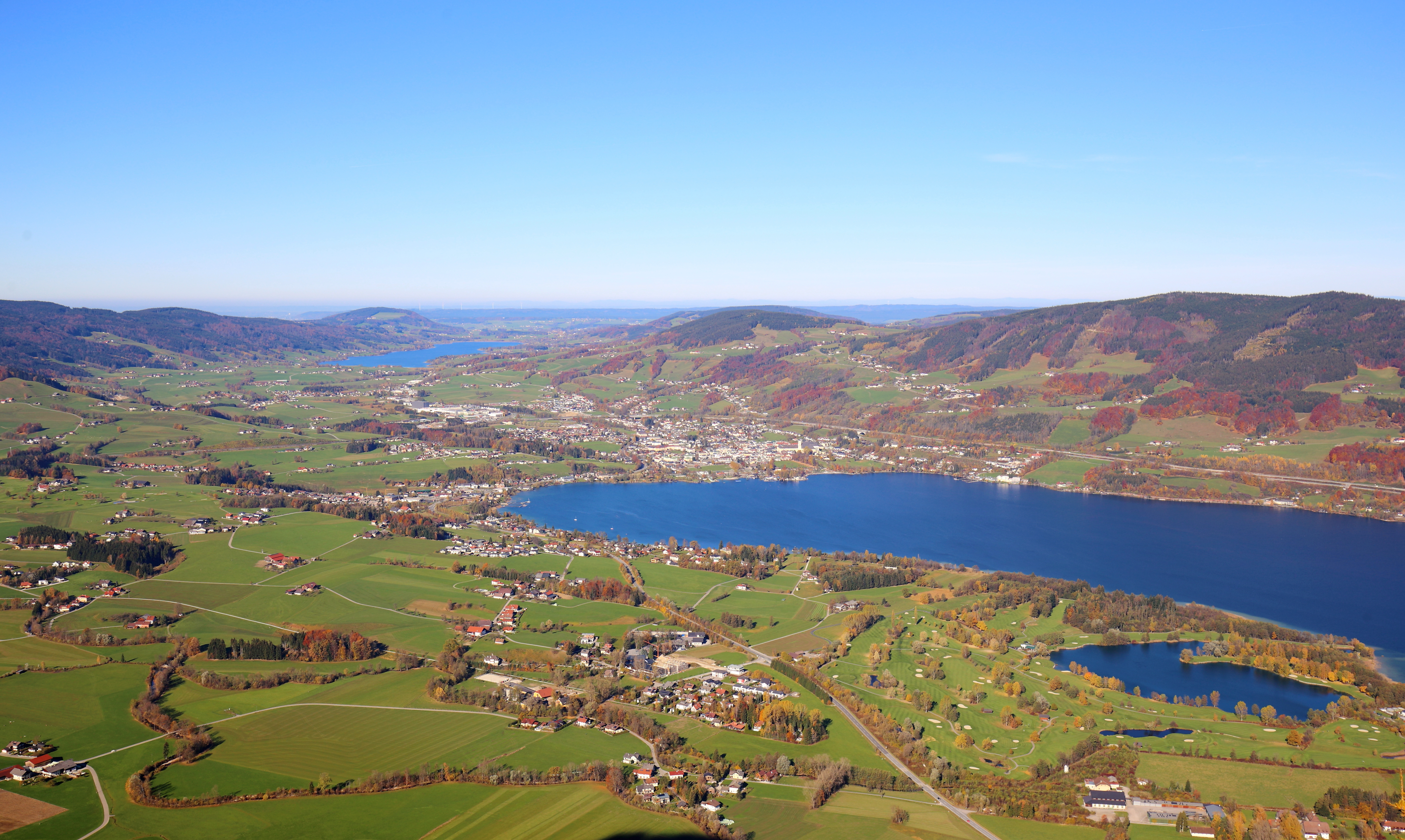
Westlicher Teil des Attersee-Mondsee-Beckens mit dem Mondsee und im Hintergrund dem Irrsee

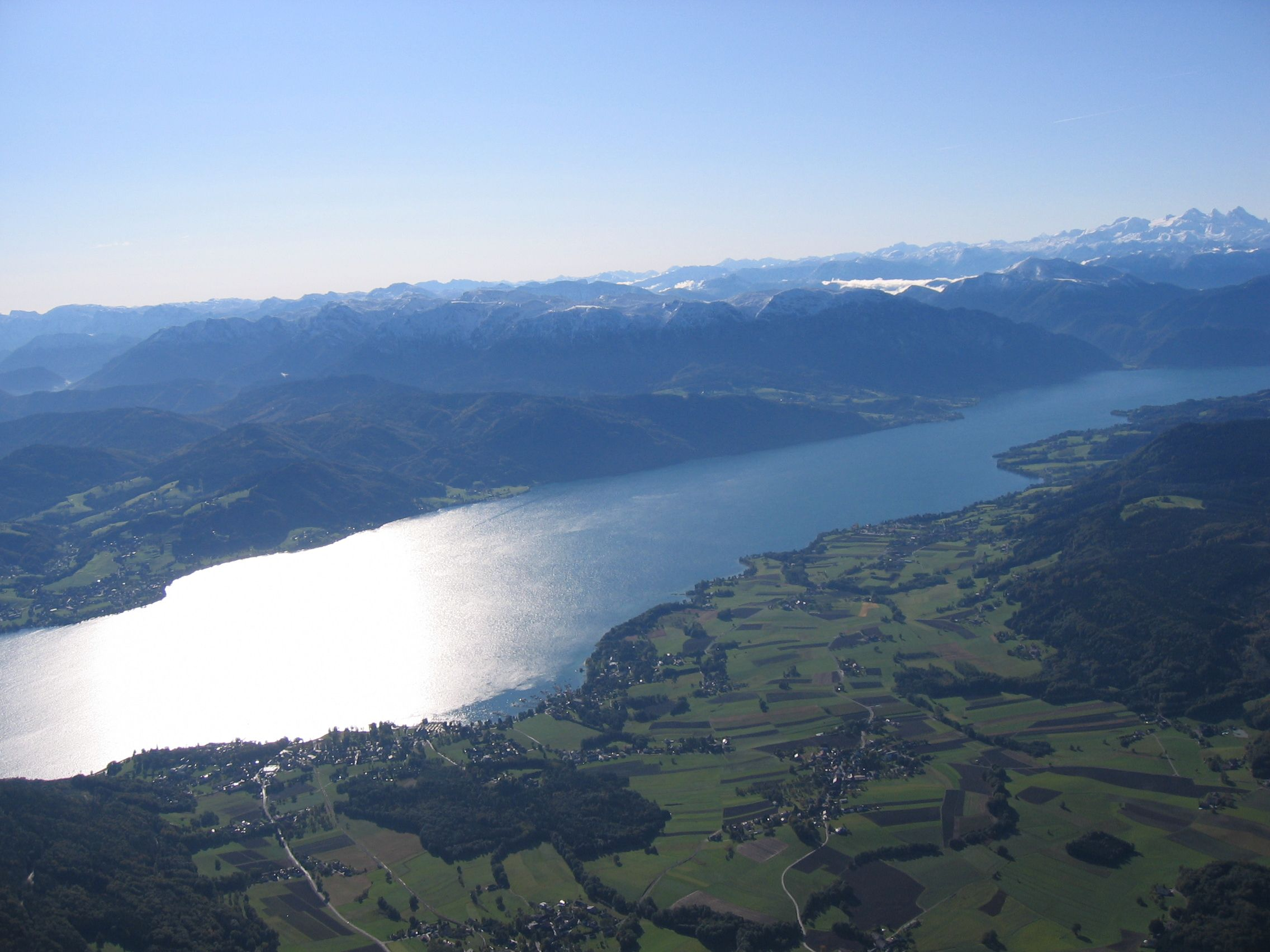
Der Attersee vom Ballon gesehen

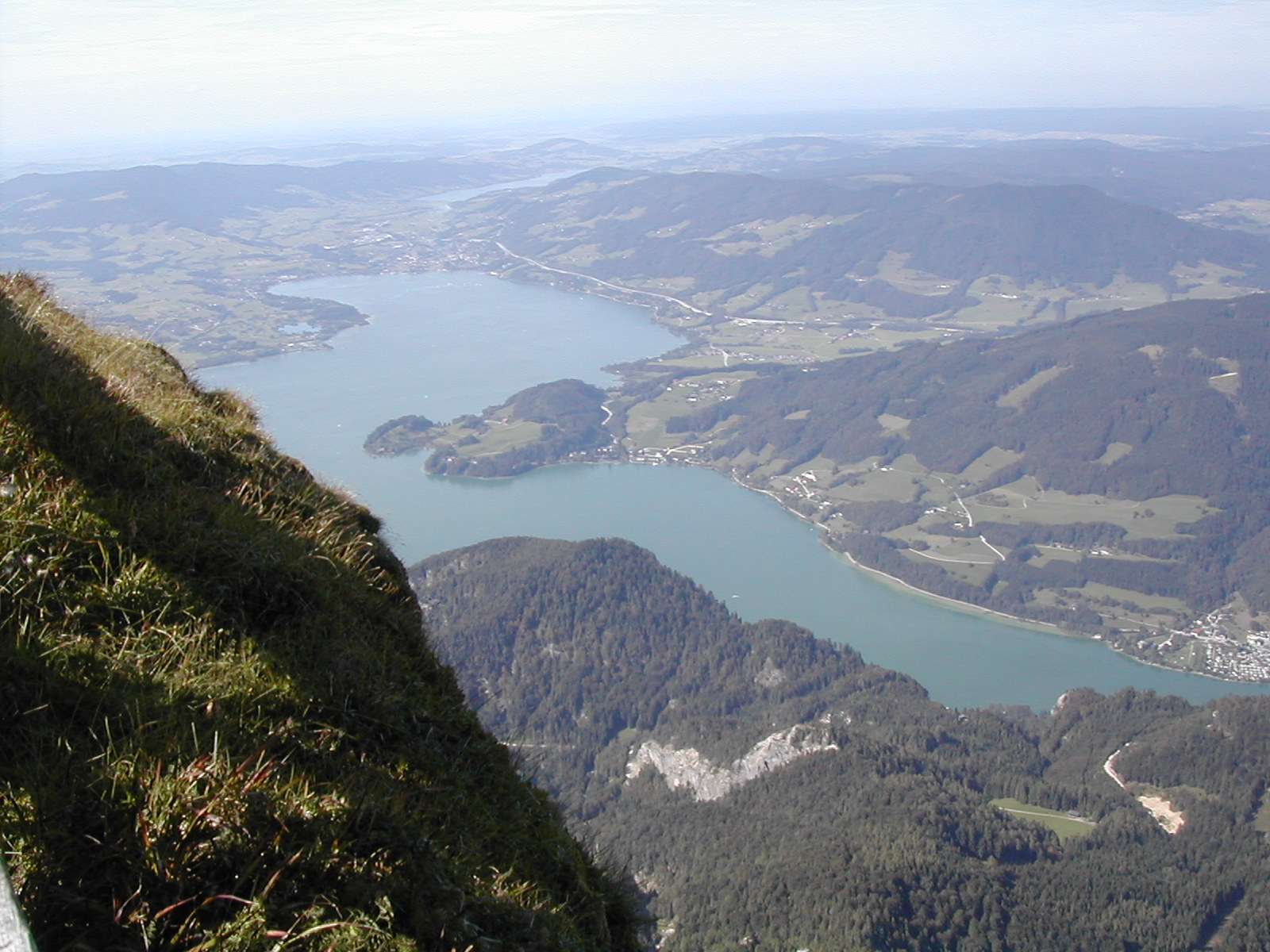
Mondsee und Irrsee vom Schafberg gesehen

- Beckenlandschaft mit Attersee, Mondsee und Irrsee, die durch Fließgewässer verbunden sind. Fließgewässer außerhalb der Ortschaften sind überwiegend naturnah, Mündungsbereiche dagegen meist stark verbaut.
- Bodennutzung vorwiegend landwirtschaftlich als Grünland (wenig Ackernutzung) und als Siedlungsraum.
- In Ufernähe viele touristische Siedlungskerne und somit meist sehr dicht (Attersee und Mondsee) verbaut, teilweise aber auch ausgesprochen naturnah. Bei den naturnahen Ufern sind Schilf und Großseggen (Irrsee und teilweise Mondsee) markant. Zusätzlich prägt eine starke Zersiedelung das Landschaftsbild.
- Nur kleine Waldflächen sind vorhanden, diese werden meist als Fichtenwälder bewirtschaftet, gefolgt von Buchen und Tannen. Kleinräumige Uferhangwälder mit Buche, Esche und Ahorn sind zu finden.
- Wenige Berufsfischer aber viel Angelfischerei durch Vorkommen von Perlfisch und Seelaube in Atter- und Mondsee, jedoch ist durch viele Wehranlagen die Fischwanderung stark beeinträchtigt.
- Kulturlandschaft nur mehr im westlichen Teil (um Irrsee und Mondsee) großräumig erhalten (Obstbaumwiesen, Hecken, landwirtschaftliche Siedlungsformen).
- Insbesondere um den Irrsee großflächige, national bedeutende Verlandungsmoore mit Streuwiesennutzung. Das Irrseebecken ist auch ein bedeutendes Wiesenbrutvogelgebiet vor allem für den Großen Brachvogel.
- Sehr gute Wasserqualität der Seen.
- Starke touristische Nutzung und Infrastruktur (Badebetrieb, Camping, Yachthäfen).